# Stenothoe valida
Stenothoe valida är en kräftdjursart som beskrevs av James Dwight Dana 1853. Stenothoe valida ingår i släktet Stenothoe och familjen Stenothoidae. Inga underarter finns listade i Catalogue of Life.